# Фактор активации тромбоцитов
Фактор активации тромбоцитов (ФАТ, англ. platelet-activating factor, PAF) — сильный фосфолипидный медиатор воспаления. Синтезируется многими типами клеток: нейтрофилами, базофилами, тромбоцитами и эндотелиальными клетками. Участвует в воспалении, агрегации тромбоцитов, играет роль в патогенезе анафилактического шока.

## История
ФАТ был открыт в начале 1970-х годов французским иммунологом Жаком Бенвенистом, а в 1979 году Константинос Демопулос установил структуру этого соединения.

## Структура
Молекула фактора активации тромбоцитов обладает несколькими особенностями. 
1. В положении C1 глицеринового остатка находится алкил, соединённый с глицериным остовом за счёт простой эфирной связи (в отличие от сложной эфирной связи, характерной для большинства фосфолипидов). Длина алкила как правило C16, но может варьировать. Таким образом, фактор активации тромбоцитов не столько определённое химическое соединение, сколько группа сходных веществ с различной длиной алкильной цепи.
2. В положении C2 глицеринового остатка ФАТ содержит ацетатную группу (в отличие от жирнокислотных остатков в большинстве фосфолипидов). Короткая длина ацетатного остатка важна для повышения растворимости в водной среде, что позволяет ФАТ действовать как вторичному посреднику.
3. В положении C3 глицеринового остатка находится фосфохолиновая группа так же, как в многочисленных фосфатидилхолинах.

## Синтез и катаболизм
ФАТ синтезируется из лизофосфатидилхолина и ацетил-Кофермента А ферментом лизофосфатидилхолинацилтрансферазой. Деградация ФАТ осуществляется т.н. ФАТ-ацетилгидролазой из надсемейства фосфолипаз А2, отщепляющей ацетильную группу.

## Функция
Один из важнейших медиаторов бронхоспазма (бронхоконстрикции). Вызывает агрегацию тромбоцитов и вазодилатацию, что говорит о его важной роли в свертывании крови. В концентрации 1 пкмоль/л вызывает острейшее воспаление бронхиального дерева, что сравнимо с приступом бронхиальной астмы. Различные токсины (в т. ч. фрагменты убитых бактерий) стимулируют синтез ФАТ и как следствие - системную гипотензию и снижение насосной функции левого желудочка сердца, что чревато развитием шока и даже смерти.